# レティチフ要塞

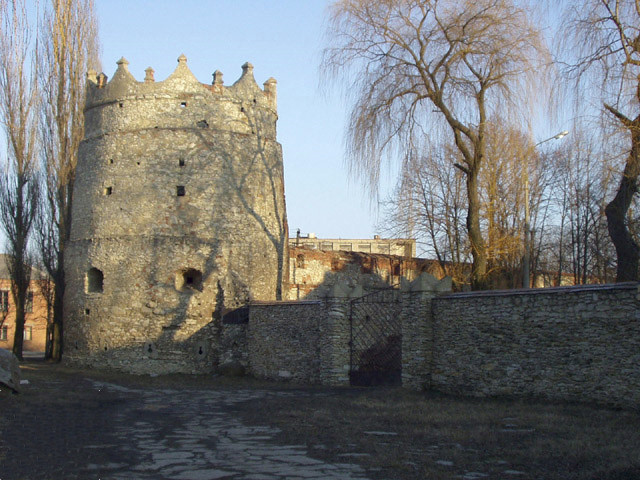
レティチフ要塞で唯一維持されている砦

レティチフ要塞（レティチフようさい、英語: Letchiv Fortress）は、1598年にクリミア・タタール人からの定期的な急襲からポジーリャを守るために、ポーランド・リトアニア共和国出身のポーランド陸軍技術者であるヤン・ポトツキの手によって建てられた石灰岩の壁がある複合施設である。北西にある砦、東にある砦、および北側にある壁の部分はウクライナのリヴィウに今もなお存在している。この要塞の敷地にある最も目立つ外観は1606年から1638年に建設され、1724年に改築された聖母の被昇天を祝うバロック様式の教会である。レティチフに埋葬された反政府組織のリーダーであるウスチム・カーマリウクの像もある。第二次世界大戦中、この要塞は評判の悪い奴隷の収容施設としての役目を担った。